# Léon Malavier
Léon Jean Malavié dit Léon Malavier ou Malavier (état-civil inconnu), est un acteur de théâtre et de cinéma français actif de 1891 à 1936.
Il reste surtout connu pour avoir interprété le personnage du docteur Parpalaid dans Knock, un film de René Hervil sorti en décembre 1925.

## Biographie
Malgré près d'un demi-siècle d'activité passé tant sur les scènes de théâtre que sur les plateaux de cinéma, on sait très peu de choses sur Léon Malavier sinon qu'il a fait partie un temps de la troupe des théâtres de l'Odéon et du Châtelet et qu'il a surtout passé l'essentiel de sa carrière à sillonner la province mais aussi l'Algérie, la Belgique et la Suisse, généralement au sein des tournées Charles Baret. On le retrouve également sur scène à Londres en 1921 et en tournée en Amérique du Sud.
On sait également qu'il a été admis au sein de la Société des auteurs et compositeurs dramatiques en 1912.
Au cinéma, il a fait l'essentiel de son parcours au temps du muet. Mais comme pour beaucoup d'acteurs du muet venus du théâtre, l'apparition du parlant mettra prématurément un terme à sa carrière. 
On perd sa trace après une dernière apparition au théâtre en 1936 dans Volpone, une comédie de Ben Jonson où il interprétait le personnage principal. Né vraisemblablement vers 1870, il devait avoir environ 65 ans à l'époque.

## Carrière au théâtre
Comme auteur
- 1911 : Les Pins sur les planches, revue en 3 actes, avec Charles Cluny, au Casino des Pins des Sables d'Olonne (25 août)[3]

Comme acteur
- 1891 : La Fille de Roland, drame en 4 actes et en vers d'Henri de Bornier, au Grand-Théâtre de Montpellier (27 mai), au théâtre du Capitole de Toulouse (3 juin)[4], au théâtre de Montauban (4 juin), au théâtre de Pau (8 juin), au Casino d'Arcachon (12 juin)[5] et au théâtre de La Rochelle (17 juin)[6]
- 1891 : Les Orphelines de la Charité, drame en 5 actes d'Adolphe d'Ennery et Jules Brésil, au théâtre Beaumarchais (16 décembre)
- 1892 : La Jeunesse des Mousquetaires, drame en 12 tableaux d'Alexandre Dumas et Auguste Maquet, au théâtre Beaumarchais (1er janvier) : Louis XIII
- 1892 : La Peau du singe, vaudeville en 3 actes de Marc Sonal et Saint-Marcel, au théâtre Beaumarchais (27 février)
- 1892 : Les Beaux Messieurs de Bois-Doré, drame en 5 actes de George Sand et Paul Meurice, au théâtre Beaumarchais (mars) : Guillaume d'Ars
- 1892 : Madame l'Amirale, pièce à grand spectacle en 5 actes et 17 tableaux d'Ernest Blum et Raoul Toché, au théâtre du Châtelet (18 septembre) : Roger[7]
- 1892 : Michel Strogoff, pièce à grand spectacle en 5 actes et 16 tableaux d'Adolphe d'Ennery et Jules Verne, au théâtre du Châtelet (novembre) : le général Voronsoff
- 1892 : La Prise de Pékin, drame militaire historique à grand spectacle en 5 actes et 12 tableaux d'Adolphe d'Ennery, au théâtre du Châtelet (18 décembre) : le secrétaire français
- 1893 : La Passion, mystère en 2 chants et 6 parties d'Edmond Haraucourt, musique de Jean-Sébastien Bach adaptée par Lucien Hillemacher, au théâtre du Châtelet (27 mars) : le centurion[8]
- 1893 : Le Tour du Monde en 80 jours, pièce à grand spectacle en 5 actes et 15 tableaux d'Adolphe d'Ennery et de Jules Verne, au théâtre du Châtelet (27 avril) : Andrew Stuart
- 1893 : La Bouquetière des Innocents, drame historique en 5 actes et 11 tableaux d'Anicet Bourgeois et Ferdinand Dugué, au théâtre du Châtelet (30 juillet) : Souvré[9]
- 1893 : Othello ou le Maure de Venise, drame en 5 actes de Shakespeare, au théâtre des Variétés de Toulouse (4 novembre)
- 1894 : Le Fils naturel, comédie en 5 actes d'Alexandre Dumas fils, tournée Favart au théâtre de La Rochelle (février), au Grand-Théâtre de Lille (février), au théâtre d'Amiens (avril) et au théâtre de Mostaganem (mai) : Jacques
- 1899 : Les Pirates de la Savane, drame à grand spectacle en 5 actes et 6 tableaux d'Anicet Bourgeois et Ferdinand Dugué, au théâtre Municipal d'Alger(23 octobre) : Paul Bérard[10]
- 1900 : Madame Sans-Gêne, pièce historique en 3 actes et un prologue de Victorien Sardou et Émile Moreau, au théâtre municipal d'Alger (10 février) : le comte de Neipperg
- 1902 : L'Étrangère, comédie en 4 actes d'Alexandre Dumas fils, au Grand Théâtre de Genève (8 septembre)
- 1902 : L'Étrangère, comédie en 4 actes d'Alexandre Dumas fils, au théâtre des Célestins de Lyon (10 septembre)[11]
- 1902 : Le Maître de forges, comédie en 4 actes de Georges Ohnet, au théâtre des Célestins de Lyon (17 septembre)
- 1908 : L'Alibi, pièce en 3 actes de Gabriel Trarieux, au Théâtre-Français de Bordeaux (novembre) !: le colonel Max Loubier
- 1909 : La Patronne, pièce en 5 actes de Maurice Donnay, au Théâtre-Français de Bordeaux (janvier) : Vincent du Hazay
- 1909 : La Maison de poupée, pièce en 3 actes d'Henrik Ibsen, adaptation française de Maurice Prozor, au Théâtre-Français de Bordeaux (15 mai) : Helmer
- 1909 : L'Instinct, pièce en 3 actes d'Henry Kistemaeckers, au Théâtre-Français de Bordeaux (16 novembre)
- 1909 : La Petite chocolatière, comédie en 4 actes de Paul Gavault, au Théâtre-Français de Bordeaux (7 décembre) : M. Lapistolle
- 1909 : L'Étrangère, comédie en 4 actes d'Alexandre Dumas fils, au Théâtre-Français de Bordeaux (13 décembre)
- 1910 : La Griffe, pièce en 4 actes d'Henry Bernstein, au Théâtre-Français de Bordeaux (23 février)
- 1910 : Le Rubicon, pièce en 3 actes d'Edouard Bourdet, au Théâtre-Français de Bordeaux (6 décembre)
- 1911 : Le Marchand de bonheur, comédie en 3 actes d'Henry Kistemaeckers, au Théâtre-Français de Bordeaux (20 janvier)
- 1911 : Le Grand soir, pièce en 3 actes de Léopold Kampf, au Théâtre-Français de Bordeaux (27 février)
- 1911 : Aux jardins de Murcie (Maria del Carmen), comédie en 3 actes de José Feliù y Codina, adaptation française de Carlos de Batile et Antonin Lavergne, mise en scène de Firmin Gémier au théâtre de l'Odéon (25 novembre) : Maticas[12]
- 1912 : Le Redoutable, pièce en 3 actes de Marie Lenéru, au théâtre de l'Odéon (janvier) : le timonier[13]
- 1912 : Esther, princesse d'Israël, drame en 4 actes d'André Dumas et Sébastien-Charles Leconte, au théâtre de l'Odéon (8 février) : Habana[14]
- 1912 : L'Étoile de Séville, comédie héroïque en 3 journées de Lope de Vega, version française en 9 tableaux de Camille Le Senne et Léon Guillot de Saix, au théâtre de l'Odéon (11 avril) : Don Arias[15]
- 1912 : L'Honneur japonais, pièce en 5 actes et 6 tableaux de Paul Anthelme, au théâtre de l'Odéon (17 avril) : Mori[16]
- 1912 : Mademoiselle de Châtillon, drame en 5 actes et 6 tableaux de Paul Vérola, au théâtre de l'Odéon (20 novembre) : l'abbé Fouquet[17]
- 1913 : La Rue du Sentier, comédie en 4 actes de Pierre Decourcelle et André Maurel, au théâtre de l'Odéon (février) : Poulard
- 1913 : Sylla, tragédie en 4 actes en vers d'Alfred Mortier, musique de scène de Louis Vuillemin, au théâtre de l'Odéon (24 octobre) : Gratidiamus[18]
- 1913 : Moïse, tragédie inédite en 5 actes en vers de Chateaubriand, au théâtre de l'Odéon (27 mai) : Caleb[19]
- 1913 : Le Procureur Hallers, pièce en 4 actes d'Henry de Gorsse et Louis Forest, au théâtre Antoine (15 octobre)[20] puis en tournée[21] : le gros Charles
- 1914 : L'Enfant supposé, pièce en 4 actes de Georges Grimaux, au théâtre Antoine (12 janvier) : le docteur Rieuls
- 1914 : La Grande famille, pièce en 5 actes et 6 tableaux d'Alexandre Arquillière, au théâtre Antoine (23 février) : Louis[22]
- 1921 : La Préférée, comédie en 3 actes de Lucien Descaves, au Kursaal de Montreux (janvier) et au théâtre municipal de Mulhouse (27 janvier)
- 1921 : Le Cœur dispose, comédie en 3 actes de Francis de Croisset, au Princess Theatre de Londres (26 avril)[23] et au théâtre Edouard VII (12 septembre)[24] : M. Faloise
- 1921 : Le Divan noir, comédie en 3 actes d'Edmond Guiraud, au théâtre Edouard VII (20 novembre)[25], puis, avec la tournée Baret, en France (théâtre municipal du Mans (22 janvier), au Grand-Théâtre de Nantes le 25 janvier 1922, au théâtre des Nouveautés de Toulouse en février 1922), en Belgique et en Suisse : le Dr Brasseraux
- 1922 : La Vierge folle, pièce en 4 actes d'Henry Bataille, tournée Baret au théâtre de Brest et au théâtre de La Rochelle (novembre) : le duc de Charance
- 1923 : L'Avocat, comédie en 3 acte d'Eugène Brieux, en tournée Charles Baret au théâtre de Laval (mars), au théâtre de La Rochelle (5 avril)[26], au Casino-Palace de Pau (11 avril)[27] et au théâtre de Besançon (18 mai)
- 1923 : Papa, comédie en 3 actes d'Albert Vanloo et Eugène Leterrier, au théâtre royal des Galeries-Saint-Hubert de Bruxelles (23 novembre)[28]
- 1923 : Le Roi, pièce de Robert de Flers et Gaston de Caillavet, au théâtre royal des Galeries-Saint-Hubert de Bruxelles (3 décembre) : Bourdier[29]
- 1924 : Le Bois sacré, comédie en 3 actes de Robert de Flers et de Gaston de Caillavet, au théâtre des Célestins de Lyon (10 novembre) et au théâtre du Gymnase de Marseille (18 novembre) : Paul Margerie
- 1925 : Le Tribun, pièce en 3 actes de Paul Bourget, au théâtre Edouard VII (6 février) : Claudel
- 1928 : Le Danseur inconnu, comédie en 3 actes de Tristan Bernard, au théâtre des Variétés (septembre) : Gonthier[30]
- 1930 : Amis comme avant, pièce en 3 actes d'Henri Jeanson, en tournée au théâtre de Flers (26 octobre)
- 1931 : Le Voleur, pièce en 3 actes d'Henry Bernstein, au théâtre de l'Alhambra de Lille (16 novembre) et en 1932 au théâtre municipal de Lisieux : Raymond Lagardes
- 1934 : Les affaires sont les affaires, comédie en 3 actes d'Octave Mirbeau, en tournée au théâtre municipal de La Roche-sur-Yon (7 février) : Isidore Lechat
- 1934 (27 janvier): La Vie est belle, comédie en 3 actes de Marcel Achard, au théâtre du Capitole de Toulouse (septembre)
- 1934 : L'Assaut, comédie en 3 actes d'Henry Bernstein, avec les tournées Baret au théâtre de Fourmies (8 novembre), au théâtre de Rennes (19 novembre), puis en 1935 au théâtre du Parc de Couilly-Pont-aux-Dames (7 octobre), au théâtre municipal d'Angoulême et au Grand-Théâtre de Bordeaux (2 décembre) : Antonin Frépeau
- 1936 : Volpone, comédie en 5 actes de Ben Jonson, adaptation française de Stefan Zweig et Jules Romains, en tournée au théâtre municipal de Caen (janvier) : Volpone[31].

## Carrière au cinéma
- 1914 : La Douleur d'aimer, drame en 3 parties de Georges Denola : London
- 1920 : Marthe, film de Gaston Roudès d'après la pièce d'Henry Kistemaeckers
- 1921 : La Terre, film d'André Antoine d'après le roman d'Émile Zola
- 1921 : Mademoiselle de La Seiglière, film d'André Antoine d'après le roman de Jules Sandeau
- 1922 : L'Arlésienne, film d'André Antoine d'après la pièce d'Alphonse Daudet : Francet Mamaï
- 1923 : La Brèche d'enfer, ciné-roman en 4 parties d'Adrien Caillard : Garrido[32]
- 1924 : Féliana l'espionne, drame en 6 parties de Gaston Roudès : Charles Darrius[33]
- 1926 : Le Bouif errant, film de René Hervil d'après la nouvelle de Georges de la Fouchardière : le professeur Caligari[34]
- 1926 : Knock, ou le triomphe de la médecine, film de René Hervil d'après la pièce de Jules Romains : le docteur Parpalaid[35]
- 1926 : L'Agonie de Jérusalem / Révélation, réalisation et scénario de Julien Duvivier : Septime Verdier
- 1927 : Le Prince Zilah, film de Gaston Roudès (2,500 m) d'après le roman de Jules Clarétie : le général Vogodzine[36]
- 1927 : Le Mariage de mademoiselle Beulemans, film de Julien Duvivier d'après la pièce de Fernand Wicheler et Frantz Fonson
- 1929 : L'Âme de Pierre, film de Gaston Roudès d'après le roman de Georges Ohnet : le docteur Davidoff
- 1932 : Les Vignes du Seigneur, film de René Hervil d'après la pièce de Francis de Croisset et Robert de Flers : Jean, le majordome.